# Шарифова, Салида Шаммед кызы
Салида́ Шамме́д кызы Шари́фова (азерб. Salidə Şəmməd qızı Şərifova; род. 12 января 1971, Тбилиси) — теоретик литературы, литературовед, писатель. Доктор филологических наук (2013), профессор Национальной Академии Наук Азербайджана (2019), Действительный член (академик) Российской академии естественных наук (РАЕН, 2022).

## Биография
Родилась 12 января 1971 года в Тбилиси (Грузия). В 1988 году поступила в Тбилисский государственный педагогический институт имени А.С. Пушкина. В 1993 году с отличием окончила филологический факультет Азербайджанского государственного педагогического университета им. Насреддина Туси. В том же году поступила в аспирантуру Института литературы имени Низами Гянджеви Национальной академии наук Азербайджана по специальности «Азербайджанская литература».  В 1996 году окончила аспирантуру и защитила кандидатскую диссертацию по специальности «Азербайджанская литература» 10.01.03 (5716.01) на тему: «Первые Азербайджанские романы».
В период с 2006 года по 2012 год была прикомандирована к отделу теории литературы Института мировой литературы имени А. М. Горького Российской академии наук. В 2012 году защитила в диссертационном совете при Институте мировой литературе РАН докторскую диссертацию по специальности «Теория литературы, текстология» (10.01.08) на тему; «Теоретические аспекты жанрового многообразия азербайджанского романа».
Основная тематика исследований связана с теорией жанров. С 1998 года работает в Институте литературы имени Низами Гянджеви Национальной Академии Наук Азербайджана. Главный научный сотрудник отдела азербайджанской литературы периода независимости Института литературы имени Низами Гянджеви.
В 2019 году избрана профессором Национальной Академии Наук Азербайджана по специальности литературоведение,
В 2022 году избрана действительным членом (академик) Российской академии естественных наук (РАЕН)
Автор 23 книг и монографий, более чем 500 научных статей, художественных рассказов. Принимала участие в научных мероприятиях по литературоведению и культурологии в различных странах.

## Награды
- Литературная премия им. А. М. Шолохова с вручением диплома и медали (10.08.2009)
- Орден имени Г. Р. Державина (26.11.2009)
- Диплом «Золотое перо» (Qızıl qələm) (02.06.2010)
- Президентская стипендия Президента Азербайджанской Республики (2016, 2017)
- Почётный диплом Института литературы им. Низами Гянджеви (17.10.2016) (за активную и эффективную деятельность по подготовке книги «Азербайджанская литература периода независимости»), посвящённой 25-летию восстановления государственной независимости Азербайджана
- Премия им. Расула Рзы (19.05.2017)
- Диплом Национальной академии наук Азербайджана «Рекорд по цитируемости» (04.03.2024)

## Научные интересы
- Теория литературных жанров;
- Теория двухэтапного зарождения жанра романа в национальных литературах;
- Современная азербайджанская литература;
- Современная тюркоязычная литература;
- Особенности жанровой конструкции «романа-хекаята»;
- Формирование подвида военного романа;
- Теория смешения жанров в романе;
- Выделение креолизированных романов как особой группы романов.

## Членство в профессиональных организациях
- Член Союза писателей Азербайджана (с 2009 года)
- Член экспертного совета по филологическим наукам отдела гуманитарных наук Высшей аттестационной комиссии при Президенте Азербайджанской Республики (2016—2018)
- Член Диссертационного Совета Института литературы имени Низами Гянджеви Национального Академии Наук Азербайджана (с 2019 года).
- Действительный член Российской академии естественных наук (РАЕН) с 2022 года[5][7]
- Член редакционного совета журнала «Poetika.İzm»[8]
- Член редакционного совета журнала «Литературный календарь: книги дня»
- Член редакционного совета журнала «European Social Science Journal» («Европейский журнал социальных наук»)[9]
- Член редакционного совета журнала «Ədəbi incilər»